# Sürekli, Yüksekova
Sürekli là một xã thuộc huyện Yüksekova, tỉnh Hakkâri, Thổ Nhĩ Kỳ.